# Baranangsiang (Cipongkor)
Baranangsiang is een bestuurslaag in het regentschap Bandung Barat van de provincie West-Java, Indonesië. Baranangsiang telt 8787 inwoners (volkstelling 2010).